# Leptospermum recurvum
Leptospermum recurvum är en myrtenväxtart som beskrevs av Joseph Dalton Hooker. Leptospermum recurvum ingår i släktet Leptospermum och familjen myrtenväxter. Inga underarter finns listade i Catalogue of Life.